# Federação Portuguesa de Vela

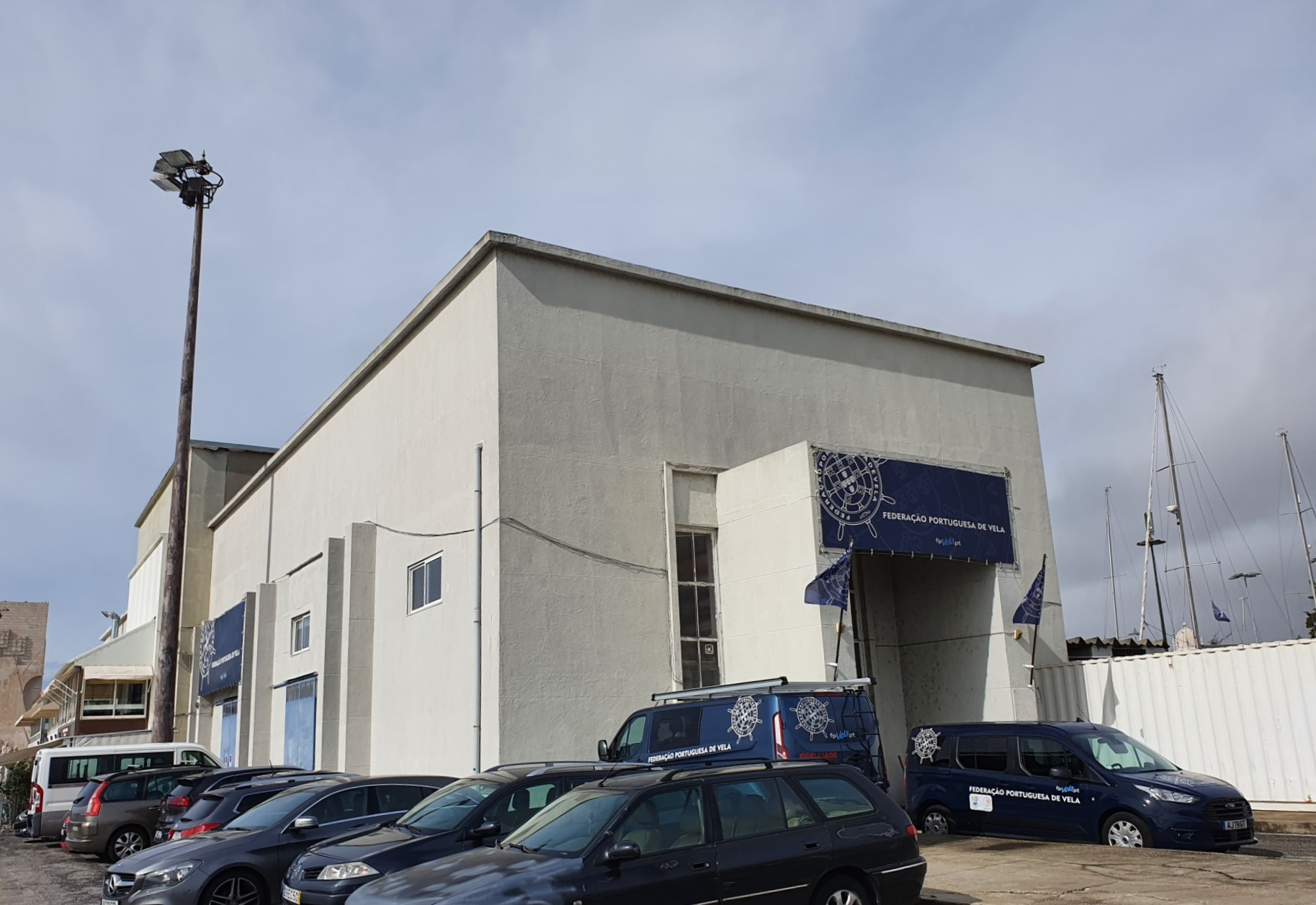
Hauptsitz des portugiesischen Segelverbandes in Belém, Lissabon

Die Federação Portuguesa de Vela (FPV, port. für: Portugiesische Segel-Föderation) ist der Dachverband für Segeln in Portugal. Die FPV hat ihren Sitz in Lissabon.

## Geschichte
Die erste Segelregatta in Portugal wurde auf Anregung von dort lebenden Briten 1850 auf dem Tejo-Fluss veranstaltet. König D.Pedro V. gründete 1855 die Real Associação Naval, der erste nautische Verein der Iberischen Halbinsel, und aus dem die heutige Associação Naval de Lisboa (dt. etwa: Schiffs- und Segelvereinigung von Lissabon) hervorging. 1882 entstand der Real Clube Naval de Lisboa (dt.: Königlicher Schiffs- und Segelklub von Lissabon, heute Clube Naval de Lisboa).
1927 wurde die FPV gegründet, um Portugal die Teilnahme an den Olympischen Spielen und den Beitritt zur International Yacht Racing Union, dem heutigen Verband World Sailing, zu ermöglichen. Seit 1928 hat Portugal an allen Olympiaden teilgenommen und konnte verschiedene Bronze- und Silbermedaillen gewinnen.

## Organisation
Die FPV gehört dem internationalen Segelverband World Sailing, dem portugiesischen Sportdachverband Confederação do Desporto de Portugal und dem Comité Olímpico de Portugal, dem Nationalen Olympischen Komitee Portugals an.

### Mitglieder
In der FPV sind die fünf regionalen Segelverbände Portugals organisiert:
- Associação Regional de Vela dos Açores (Azoren, Sitz in Horta)
- Associação Regional de Vela do Centro (Mittleres Portugal, Sitz in Lissabon)
- Associação Regional de Vela da Madeira (Madeira, Sitz in Funchal)
- Associação Regional de Vela do Norte (Nördliches Portugal, Sitz in Matosinhos)
- Associação Regional de Vela do Sul (Südliches Portugal, Sitz in Albufeira)

Daneben sind die portugiesischen Klassenvereinigungen in der FPV Mitglied:
- ACDCM - Associação da Classe DC MINI (Sitz in Gafanha da Encarnação)
- ANACAT - Associação Nacional de Catamarans - Fórmula 18 (Sitz in Porto Salvo)
- ANC - Associação Nacional de Cruzeiros (Sitz in Lissabon)
- AODP - Associação One Design Portugal (Sitz in Lissabon)
- APC420 - Associação Portuguesa Classe 420 (Sitz in Lissabon)
- APCA - Associação Portuguesa da Classe Access (Sitz in Carcavelos)
- APCD - Associação Portuguesa da Classe Dragão (Sitz in Cascais)
- APCE - Associação Portuguesa da Classe Europe (Sitz in Vila Real de Santo António)
- APCF - Associação Portuguesa da Classe Finn (Sitz in Alcabideche)
- APCIO - Associação Portuguesa da Classe International Optimist (Sitz in Lissabon)
- APCL - Associação Portuguesa da Classe Laser (Sitz in Leça da Palmeira)
- APCLSB20 - Associação Portuguesa da Classe Laser SB20 (Sitz in Estoril)
- APCS - Associação Portuguesa da Classe Snipe (Sitz in Póvoa de Santa Iria)
- APCS12 - Associação Portuguesa da Classe Sharpie 12M2 (Sitz in Ílhavo)
- APCSPLASH - Associação Portuguesa da Classe Splash (Sitz in Vila Franca de Xira)
- APCV - Associação Portuguesa da Classe Vouga (Sitz in Ílhavo)
- APCV - Associação Portuguesa da Classe Vaurien (Sitz in Braga)
- APKITE - Associação Portuguesa de Kite (Sitz in Faro)
- APMV - Associação Portuguesa de Modelos à Vela (Sitz in Lissabon)
- APW - Associação Portuguesa Windsurfing (Sitz in Lissabon)

Außerdem sind eine Vielzahl regionaler und lokaler nautischer Vereinigungen in der FPV Mitglied.

### Organe
Präsident ist António Barros. Neben dem Präsidium und der Generalversammlung verfügt die FPA über vier weitere Organe:
- Conselho Fiscal (dt.: Aufsichtsrat oder auch Kontrollrat)
- Conselho de Justiça (dt.: Gerichtsrat)
- Conselho de Arbitragem (dt.: Schlichtungsrat)
- Conselho Disciplinar (dt.: Disziplinarrat)